# Forat blau

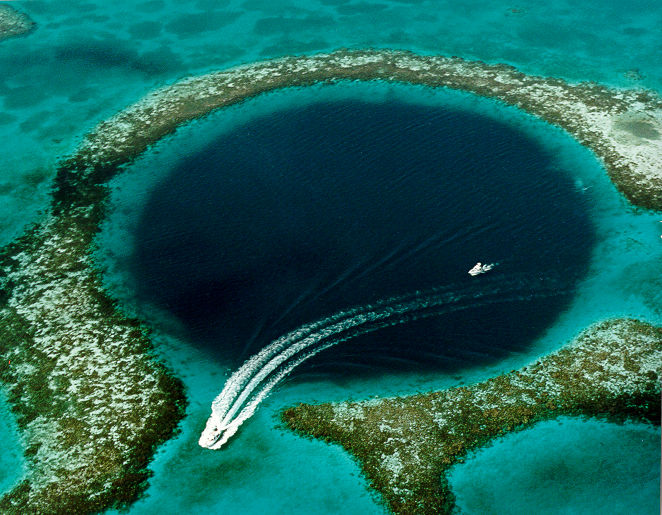
El gran forat blau (Great Blue Hole), situat a prop d'Ambergris Caye, Belize.

Un forat blau (en anglès, blue hole), o també avenc marí, és una avenc submarí.
Els forats blaus són gairebé circulars, de parets escarpades, i anomenats així pel contrast tan clar entre el blau marí, un blau fosc, de les aigües profundes i el blau cel, més clar, de les aigües poc profundes al seu voltant. La circulació de l'aigua és deficient, i les aigües que conté són comunament anòxiques per sota d'una certa profunditat, de tal manera que aquest entorn és desfavorable per a la majoria de la vida marina. No obstant aquesta circumstància, pot permetre la vida d'un gran nombre de bacteris.
Fins fa poc es creia que el forat blau més profund del món era el forat blau de Dean, que té una profunditat de 202 metres, situat a prop de Long Island a les Bahames, posteriorment es va descobrir que el forat blau de Yongle, situat al mar de la Xina Meridional, era més profund del món, amb una fondària de 300,89 metres i amb una boca de 130 metres de diàmetre. Aquesta meravella natural es coneix pels locals com el Forat del Drac, o forat del Mar de la Xina Meridional, i es troba a un gran escull de coral de les Illes Xisha. Les autoritats l'han batejat oficialment com el forat blau de Sansha Yongle. El 2024 es va descobrir que el forat blau Taam Ja', a la badia de Chetubal a Mèxic, té al menys 420 metres de profunditat, el que el converteix en el més profund del món que s'hagi explorat fins ara. Aquest forat blau s'havia mesurat el 2021 en almenys 274 metres de profunditat. Els investigadors van reconèixer la limitació dels seus mesuraments per la tecnologia de què disposen. Creuen que el forat pot ser molt més profund, basant-se en l'estructura dels sistemes de coves calcàries de l'interior.
Els forats blaus es van formar durant les passades eres glacials, quan el nivell del mar era al voltant de 100 a 120 metres més baix que en l'actualitat. En aquests moments, aquestes formacions van ser objecte d'una meteorització química, comuna en tots els terrenys rics en pedra calcària, la qual cosa va acabar una vegada que es van submergir al final de l'últim període glacial. Els forats blaus es troben típicament en les plataformes calcàries de poca profunditat, com els bancs de les Bahames, els cenotes del voltant de la Península de Yucatán, i -com el Gran Forat Blau- a l'escull Lighthouse de Belize.